# 버마식 사회주의
버마식 사회주의(버마어: မြန်မာ့နည်းမြန်မာ့ဟန် ဆိုရှယ်လစ်စနစ်, 영어: Burmese Way to Socialism)이란 1962년에 군사 쿠데타로 정권을 잡아 1988년까지 버마를 통치한 네 윈이 주장하고 공식화한 독자적 사회주의 이론이다.
네 윈은 스탈린주의와 자본주의를 모두 거부했으며, 그 대안으로 버마식 사회주의를 주장했다. 집권 직후부터 네 윈 장군이 이끄는 군사 정권은 유고슬라비아의 요시프 브로즈 티토의 강력한 지지를 받았으며, 티토주의 독재 치하 유고슬라비아의 주선으로 버마는 비동맹운동에 가입했다. 유고슬라비아가 내분에 빠져 몰락하는 동안 네 윈의 군사정권은 고립을 선언했다. 네 윈은 집권 기간 동안 반종교주의나 세속주의를 배격하고 불교를 우선시하는 종교 정치를 펼쳤다. 또한 시장사회주의나 민족연방주의를 비롯한 티토주의 정책들도 시행하였으나 이는 버마를 장기 경제 침체에 몰아넣는 원인이 되었다. 그럼에도 불구하고 네 윈의 버마식 사회주의 정책들은 중국 혁명 이후 쫒겨나 버마를 전복하고 식민지화하려 했던 국민당을 잔당을 섬멸하거나 여러 민족주의 반군과평화 협상을 벌이는 등 국내 정치 안정에 있어 긍정적인 평가를 받기도 한다.
네 윈은 또한 숫자에 신비한 힘이 깃들어 있다고 하는 수비학(數秘學)적 미신에 빠져 화폐 단위를 비효율적인 9진법으로 고치려고 했다. 이는 나라안에서 커다란 반발을 불러 결국 쿠데타에 의해 네 윈은 실각되었다.

## 같이 보기
- 미얀마의 정치
- 미얀마의 인권
- 미얀마의 경제